# Concours Eurovision de la chanson junior 2006
Hasselt 2005 Rotterdam 2007
Le Concours Eurovision de la chanson junior 2006 est la  4e édition du Concours Eurovision de la chanson junior. Elle s'est déroulée à Bucarest en Roumanie le 2 décembre 2006.
Les pays scandinaves ont organisé de leur côté leur propre concours junior MGP Junior 2006 (concours qui existait déjà en 2001 et qui a servi de base au concours de l'eurovision Junior). Seule la Suède a envoyé un participant aux deux émissions.
Les jumelles Tolmatchevy, Nastya et Masha Tolmatcheva, ont remporté le concours pour la Russie.

## Pays participants
Lors du Concours Eurovision de la chanson junior en 2006, 15 pays ont participé à l'événement.
Parmi les pays participants pour la première fois, il y a:
- Portugal
- Serbie
- Ukraine

Parmi les pays se retirant du concours, il y a:
- Danemark
- Lettonie
- Norvège
- Royaume-Uni
- Serbie-et-Monténégro

## Résultats
| Ordre | Pays          | Artiste                                 | Chanson                                     | Langue            | Place | Points |
| ----- | ------------- | --------------------------------------- | ------------------------------------------- | ----------------- | ----- | ------ |
| 01    | Portugal      | Pedro Madeira                           | Deixa-me sentir                             | Portugais         | 14    | 22     |
| 02    | Chypre        | Luis Panagiotou and Christina Christofi | Agoria koritsia (Αγόρια κορίτσια)           | Grec              | 8     | 58     |
| 03    | Pays-Bas      | Kimberly                                | Goed                                        | Néerlandais       | 12    | 44     |
| 04    | Roumanie H    | New Star Music                          | Povestea mea                                | Roumain           | 6     | 80     |
| 05    | Ukraine       | Nazar Slyusarchuk                       | Khlopchyk Rock 'n' Roll (Хлопчик рок н рол) | Ukrainien         | 9     | 58     |
| 06    | Espagne       | Dani                                    | Te doy mi voz                               | Espagnol          | 4     | 91     |
| 07    | Serbie        | Neustrašivi učitelji stranih jezika     | Učimo strane jezike (Учимо стране језике)   | Plusieurs langues | 5     | 81     |
| 08    | Malte         | Sophie Debattista                       | Extra Cute                                  | Anglais           | 11    | 48     |
| 09    | Macédoine     | Zana Aliu                               | Vljubena (Вљубена)                          | Macédonien        | 15    | 14     |
| 10    | Suède         | Molly Sandén                            | Det finaste någon kan få                    | Suédois           | 3     | 116    |
| 11    | Grèce         | Chloe Sofia Boleti                      | Den peirazei (Δεν πειράζει)                 | Grec              | 13    | 35     |
| 12    | Biélorussie T | Andrey Kunets                           | Noviy den (Новый день)                      | Russe             | 2     | 129    |
| 13    | Belgique      | Thor!                                   | Een tocht door het donker                   | Néerlandais       | 7     | 71     |
| 14    | Croatie       | Mateo Đido                              | Lea                                         | Croate            | 10    | 50     |
| 15    | Russie        | Les jumelles Tolmatchevy                | Vesenniy Jazz (Весенний джаз)               | Russe             | 1     | 154    |

### Tableau desVotes
| Pays        |    | Drapeau du Portugal | Drapeau de Chypre | Drapeau des Pays-Bas | Drapeau de la Roumanie | Drapeau de l'Ukraine | Drapeau de l'Espagne | Drapeau de la Serbie | Drapeau de Malte | Drapeau de la Macédoine | Drapeau de la Suède | Drapeau de la Grèce | Drapeau de la Biélorussie | Drapeau de la Belgique | Drapeau de la Croatie | Drapeau de la Russie | Total |
| ----------- | -- | ------------------- | ----------------- | -------------------- | ---------------------- | -------------------- | -------------------- | -------------------- | ---------------- | ----------------------- | ------------------- | ------------------- | ------------------------- | ---------------------- | --------------------- | -------------------- | ----- |
| Portugal    | 12 |                     |                   |                      |                        |                      | 7                    |                      | 3                |                         |                     |                     |                           |                        |                       |                      | 22    |
| Chypre      | 12 | 3                   |                   | 2                    | 3                      | 5                    | 3                    |                      |                  | 3                       | 3                   | 12                  | 6                         |                        |                       | 6                    | 58    |
| Pays-Bas    | 12 |                     |                   |                      |                        |                      |                      | 5                    | 8                |                         | 2                   |                     |                           | 8                      | 6                     | 3                    | 44    |
| Roumanie    | 12 | 6                   | 8                 | 1                    |                        | 4                    | 12                   | 4                    | 2                | 6                       | 7                   | 7                   | 3                         | 2                      | 4                     | 1                    | 80    |
| Ukraine     | 12 | 5                   | 2                 |                      | 4                      |                      | 6                    |                      | 5                |                         |                     | 4                   | 8                         | 1                      | 3                     | 8                    | 58    |
| Espagne     | 12 | 7                   | 5                 | 7                    | 8                      | 6                    |                      | 3                    | 1                | 8                       | 8                   | 5                   | 7                         | 7                      | 1                     | 5                    | 90    |
| Serbie      | 12 | 2                   | 4                 | 5                    | 5                      | 7                    | 2                    |                      | 7                | 10                      | 4                   | 1                   | 5                         | 5                      | 5                     | 7                    | 81    |
| Malte       | 12 | 1                   | 1                 | 3                    |                        | 1                    | 1                    | 1                    |                  | 7                       | 5                   | 3                   | 2                         | 4                      | 7                     |                      | 48    |
| Macédoine   | 12 |                     |                   |                      | 2                      |                      |                      |                      |                  |                         |                     |                     |                           |                        |                       |                      | 14    |
| Suède       | 12 | 8                   | 7                 | 12                   | 7                      | 8                    | 4                    | 8                    | 10               | 2                       |                     | 6                   | 10                        | 10                     | 2                     | 10                   | 116   |
| Grèce       | 12 |                     | 12                |                      | 1                      |                      |                      | 7                    |                  |                         |                     |                     |                           | 3                      |                       |                      | 35    |
| Biélorussie | 12 | 12                  | 6                 | 4                    | 10                     | 10                   | 8                    | 6                    | 12               | 5                       | 10                  | 8                   |                           | 6                      | 8                     | 10                   | 129   |
| Belgique    | 12 | 4                   | 3                 | 8                    | 6                      | 3                    | 5                    | 2                    | 6                | 1                       | 1                   | 2                   | 4                         |                        | 10                    | 4                    | 71    |
| Croatie     | 12 |                     |                   | 6                    |                        | 2                    |                      | 10                   |                  | 12                      | 6                   |                     | 1                         |                        |                       | 1                    | 50    |
| Russie      | 12 | 10                  | 10                | 10                   | 12                     | 12                   | 10                   | 12                   | 4                | 4                       | 12                  | 10                  | 12                        | 12                     | 12                    |                      | 154   |

Attribution des "12 points"
| Nombre | Récipiendaire | Votants                                                          |
| ------ | ------------- | ---------------------------------------------------------------- |
| 7      | Russie        | Belgique, Biélorussie, Croatie, Roumanie, Serbie, Suède, Ukraine |
| 3      | Biélorussie   | Malte, Portugal, Russie                                          |
| 1      | Chypre        | Grèce                                                            |
| 1      | Croatie       | Macédoine                                                        |
| 1      | Grèce         | Chypre                                                           |
| 1      | Roumanie      | Espagne                                                          |
| 1      | Suède         | Pays-Bas                                                         |